# Ялуніна (Комишловський район)
Ялу́ніна (рос. Ялунина) — присілок у складі Комишловського району Свердловської області. Входить до складу Калиновського сільського поселення.
Населення — 18 осіб (2010, 17 у 2002).
Національний склад станом на 2002 рік: росіяни — 100 %.